# Battaglia di Saragarhi
La battaglia di Saragarhi fu combattuta prima della campagna di Tirah, il 12 settembre 1897, tra ventuno Sikh del Trentaseiesimo Reggimento Sikh (ora il Quarto battaglione del Reggimento Sikh) dell'India britannica, che stavano difendendo una postazione strategica, e 10 000 uomini dell'Afghanistan e dell'Orakzai. La battaglia si svolse nella Provincia della Frontiera Nord-Occidentale, che faceva parte della colonia britannica d'India. Ora quel luogo si chiama Khyber Pakhtunkhwa ed è incluso nel territorio del Pakistan.
I ventuno Sikh erano comandati da Havildar Ishar Singh. Scelsero all'unanimità di combattere fino alla morte. Questa battaglia è considerata dagli storici una delle più importanti resistenze all'ultimo sangue della storia e una delle battaglie più coraggiose di sempre. Il popolo Sikh commemora ogni 12 settembre la battaglia nel Saragarhi Day.

## Antefatto
Saragarhi era un piccolo villaggio nel distretto di Kohat, situato sulla Samana Range, nell'attuale Pakistan. Il 20 aprile 1894 fu creato il 36º Reggimento Sikh dell'esercito britannico sotto il comando del colonnello J. Cook. Nell'agosto 1897 cinque compagnie di questo reggimento sotto il comando del tenente colonnello John Haughton furono inviate al Khyber-Pakhtunkhwa, di stanza a Samana Hills, Kurag, Sangar, Sahtop Dhar e Saragarhi.
L'impero britannico era parzialmente riuscito ad ottenere il controllo di questa zona, molto contesa; le tribù Pashtun, però, attaccavano di volta in volta le truppe britanniche che vi si insediavano. Così furono fortificate diverse fortezze, originariamente costruite dal maharaja Ranjit Singh, sovrano del regno Sikh. Due dei forti erano Fort Lockhart e Fort Gulistan, situati a pochi chilometri di distanza. Poiché i forti non erano visibili l'uno dall'altro, Saragarhi, a metà strada tra i due, era utilizzata come stazione eliografica. La postazione di Saragarhi, situata su un costone roccioso, consisteva in una piccola casa con dei bastioni ed una torre di segnalazione.
Nel 1897 iniziò una rivolta degli Afghani e tra il 27 agosto e l'11 settembre numerosi tentativi da parte dei Pashtun di conquistare i forti furono ostacolati dal 36º Reggimento Sikh. Nel 1897 le attività degli insorti aumentarono e il 3 e il 9 settembre delle tribù di Afridi, alleati degli Afghani, attaccarono Fort Gulistan. Entrambi gli attacchi furono respinti e una colonna di soccorso proveniente da Fort Lockhart, di ritorno da Fort Gulistan, rinforzò la postazione di eliografia di Saragarhi, aumentando le truppe che vi stazionavano.
Il 12 settembre 1897 10 000 Pashtun attaccarono questa base in modo da interrompere la comunicazione tra le due fortezze.

## La battaglia

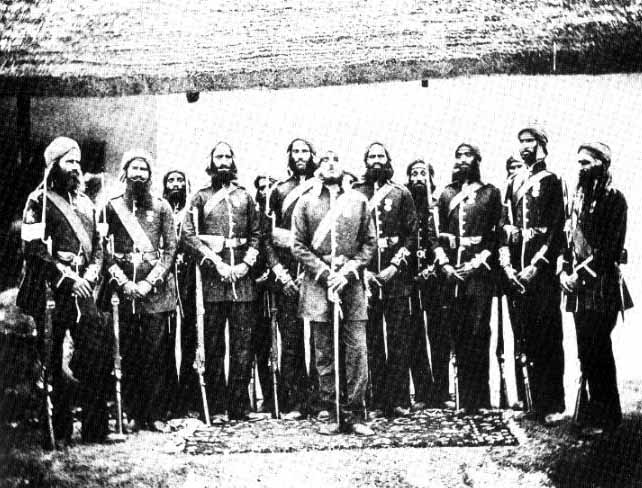
Gli uomini del Reggimento Sikh intorno al 1860.

La cronaca della battaglia è considerata piuttosto accurata, dal momento che Gurmukh Singh segnalava gli eventi a Fort Lockhart come si verificavano.
- Intorno alle 09:00, circa 10 000 Afghani raggiungono il posto di segnalazione di Saragarhi.
- Sardar Gurmukh Singh segnala al colonnello Haughton, a Fort Lockhart, che è stato attaccato.
- Il colonnello Haughton risponde che non è possibile inviare un soccorso immediato a Saragarhi.
- I soldati decidono di combattere fino all'ultimo per impedire al nemico di raggiungere i forti.
- Bhagwan Singh è ferito per primo e Lal Singh è gravemente ferito.
- I soldati Lal Singh e Singh Jiwa portano il cadavere di Bhagwan Singh all'interno dell'edificio.
- Il nemico distrugge una porzione del muro di cinta.
- Il colonnello Haughton segnala di aver stimato una quantità di Pashtun all'attacco di Saragarhi tra le 10 000 e 14 000 unità.
- I capi degli Afghani invogliano i soldati ad arrendersi con delle promesse.
- Avvengono due tentativi di correre ad aprire il cancello, ma non hanno successo.
- Più tardi sul muro è aperta una breccia.
- Successivamente si verificano alcuni feroci combattimenti corpo a corpo.
- In un atto di coraggio eccezionale Ishar Singh ordina ai suoi uomini di rientrare nella parte interna dell'edificio, mentre lui resta a combattere. Tuttavia questo ordine viene violato e tutti i soldati, tranne uno, vengono uccisi, insieme a molti dei Pashtun.
- Gurmukh Singh, che faceva rapporto della battaglia al colonnello Haughton, è l'ultimo difensore Sikh. Afferma di aver ucciso 20 Afghani e i Pashtun dovettero ricorrere ad un incendio per ucciderlo. Si dice che mentre stava morendo urlò ripetutamente il grido di battaglia Sikh: "Bole So Nihal, Sat Sri Akal" (Giubila in estasi! Vero è il grande Dio Creatore!). "Akal", che significa immortale, è il Supremo Dio Creatore non legato al tempo e atemporale.

Dopo aver distrutto Saragarhi gli Afghani si diressero a Fort Gulistan, ma ritardarono e nella notte del 13-14 settembre arrivarono dei rinforzi, prima che il forte potesse essere conquistato. I Pashtun più tardi ammisero di aver perso circa 180 uomini e di aver avuto molti feriti durante il combattimento contro i 21 soldati Sikh, ma quando le truppe ausiliarie arrivarono dissero di aver visto a terra circa 600 corpi (anche se il 14 settembre il forte era stato liberato con l'uso di un intenso fuoco di artiglieria, che potrebbe aver causato molte vittime). I morti totali in tutta la campagna, tra cui la battaglia di Saragarhi, furono circa 4 800.

### Lastra commemorativa
L'iscrizione recita:

### Ordine al Merito
Tutti i 21 Sikh che morirono nella battaglia di Saragarhi furono insigniti dell'Ordine al merito indiano, il più alto riconoscimento di valore che un soldato indiano poté mai ricevere dalla Corona britannica. Questo premio è equivalente all'attuale Param Vir Chakra conferito dal Presidente dell'India.
Tutti i soldati erano nati in Doaba, regione del Punjab.
I loro nomi sono:
- Havildar Ishar Singh (numero del reggimento 165)[11]
- Naik Lal Singh (332)
- Lance Naik Chanda Singh (546)
- Sepoy Sundar Singh (1321)
- Sepoy Ram Singh (287)
- Sepoy Uttar Singh (492)
- Sepoy Sahib Singh (182)
- Sepoy Hira Singh (359)
- Sepoy Daya Singh (687)
- Sepoy Jivan Singh (760)
- Sepoy Bhola Singh (791)
- Sepoy Narayan Singh (834)
- Sepoy Gurmukh Singh (814)
- Sepoy Jivan Singh (871)
- Sepoy Gurmukh Singh (1733)
- Sepoy Ram Singh (163)
- Sepoy Bhagwan Singh (1257)
- Sepoy Bhagwan Singh (1265)
- Sepoy Buta Singh (1556)
- Sepoy Jivan Singh (1651)
- Sepoy Nand Singh (1221)

## Eredità
Il poema epico "Khalsa Bahadur" è stato scritto in memoria dei Sikh che morirono a Saragarhi.
La battaglia è diventata un'icona della civilizzazione militare orientale, della storia militare dell'impero britannico e della storia Sikh. Il moderno Reggimento Sikh commemora la battaglia ogni 12 settembre, definendolo Regimental Battle Honours Day. Per commemorare gli uomini caduti a Saragarhi gli inglesi costruirono due Saragarhi Gurdwara, cioè templi, uno ad Amritsar, molto vicino all'ingresso principale del Tempio d'Oro, e un altro al Ferozepur Cantonment, il quartiere donde proveniva la maggior parte di loro.

### Commemorazione nelle scuole
L'esercito indiano si batté perché la battaglia fosse insegnata nelle scuole indiane, a causa dell'eroismo dimostrato dai soldati indiani, per far sì che diventasse fonte di ispirazione per i bambini. Sono stati scritti molti articoli di questo genere, pubblicati sul giornale più antico del Punjab, The Tribune, nel 1999: "L'azione militare a Saragarhi viene insegnata agli studenti di tutto il mondo e in particolare agli studenti in Francia". Anche se sembra che non ci sia nessuna prova di questa affermazione, infatti la battaglia non rientra nel programma delle scuole francesi, la notizia fu sufficiente a scatenare il dibattito politico, e la battaglia viene insegnata nelle scuole del Punjab dal 2000:
(Vijay Mohan, Recounting battle of Saragarhi, The Tribune, 5 aprile 2000)

### Saragarhi e le Termopili
La battaglia è stata frequentemente paragonata alla battaglia delle Termopili, in cui, nel 480 a.C., un piccolo esercito greco resistette di fronte ad uno smisurato esercito persiano comandato da Serse.
Il confronto è possibile a causa del fatto che in entrambi gli scontri i difensori, pur essendo in schiacciante minoranza rispetto alle truppe avversarie, decisero coraggiosamente di resistere fino alla morte.
È importante notare che durante la battaglia di Saragarhi gli Inglesi non riuscirono a portare sul luogo un'unità di aiuto prima dell'annientamento totale dei 21 uomini. Anche alle Termopili i 300 Spartani insieme a 700 Tespiesi, aggirati ed attaccati dal nemico, lottarono senza nessun aiuto fino alla morte.

## Battaglie simili
- Battaglia della porta persiana
- Battaglia di Pävankhind